# تنگ تلخ
تنگ تلخ، روستایی از توابع بخش مرکزی شهرستان بستک در استان هرمزگان ایران است.

## جمعیت
این روستا در دهستان دهتل قرار دارد و براساس سرشماری مرکز آمار ایران در سال ۱۳۸۵، جمعیت آن زیر سه خانوار بوده‌است.